# 扎波羅熱國際機場
扎波羅熱國際機場（烏克蘭語：Міжнародний аеропорт Запоріжжя），是一座位於烏克蘭扎波羅熱的國際機場。飛機引擎製做商Motor Sich的基地在此機場。
2022年2月24日，由于俄罗斯入侵乌克兰，乌克兰关闭了领空，因此不再有民航客機停靠扎波羅熱國際機場。 2024年5月26日，該機場的一個航站楼被俄罗斯导弹擊中，航站樓受損嚴重。

## 航空公司與目的地
| 航空公司        | 目的地          |
| --------------- | --------------- |
| Motor Sich航空  | 基輔—鮑里斯波爾 |
| 烏克蘭國際航空  | 安塔利亞        |
| 烏克蘭UTair航空 | 莫斯科—伏努科沃 |
| 風玫瑰航空      | 布爾加斯        |